# Can Teuler (Vilanova de Sau)
Can Teuler és una masia de Vilanova de Sau (Osona) inclosa a l'Inventari del Patrimoni Arquitectònic de Catalunya.

## Descripció
Edifici civil, masia de planta quadrada coberta a dues vessants, amb el carener perpendicular a la façana, orientada a ponent. L'edificació es troba assentada sobre el desnivell del terreny que segueix la direcció nord-sud, de manera que la part de migdia consta de planta baixa i dos pisos i la de tramuntana en té un menys. La façana presenta un portal rectangular a l'extrem dret de la planta i un altre de les mateixes característiques al primer pis, al segon s'hi obren uns porxos a través d'un arc rebaixat. A llevant s'hi adossa un altre cos de menys alçada, la banda de tramuntana és cega.
Materials constructius: grani vermell unit amb morter de calç, una llinda de gres verdós (importat).
L'estat de conservació és bo ja que ha estat adaptada com a segona residència.

## Història
Mas situat dins la parròquia de Vilanova de Sau del nucli modern de Sau.
Es trobem registrat al nomenclàtor de la província de l'any 1892 i consta com a "masia-casa de labranza".
La llinda del portal duu la data de 1937 J. Llora (possible reforma).